# Distrito de Yamuna Nagar
Yamuna Nagar (en hindi; यमुनानगर जिला ) es un distrito de India en el estado de Haryana. Código ISO: IN.HR.YN.
Comprende una superficie de 1 756 km².
El centro administrativo es la ciudad de Yamuna Nagar.

## Demografía
Según censo 2011 contaba con una población total de 1 214 162 habitantes.